# ويليام لي (دبلوماسي)
ويليام لي (بالإنجليزية: William Lee)‏ هو دبلوماسي أمريكي، ولد في 1739 في مقاطعة ويستمورلاند في الولايات المتحدة، وتوفي في 1795.